# أبقراطية فيغنية
أبقراطية فيغنية (الاسم العلمي: Hippocratea vignei) هي نوع من النباتات يتبع جنس الأبقراطية من الفصيلة الحرابية.